# 全国物理コンテスト物理チャレンジ
全国物理コンテスト物理チャレンジ（ぜんこくぶつりコンテストぶつりチャレンジ）は日本全国の主に高校生を対象とした、物理の実力を競い合う大会である。
翌年の国際物理オリンピック日本代表選手を選考するための大会でもある。

## 大会概要
2005年に世界物理年を記念して第1回大会が岡山県にて開催された。
第1ステージは、以前は理論問題と実験問題を解答したものを郵送するという方式がとられていたが、2007年からは化学グランプリと同様、全国で同時にペーパーテストが行われるようになり、理論問題の郵送はなくなった。（マークシート方式）ただし、実験問題は郵送での解答となる。第2ステージ進出者約100人はこれによって選出される。
第2ステージでは理論問題と実験問題をそれぞれ5時間かけて解答する。合宿形式で行われ、成績優秀なものは表彰される。近郊の物理関連施設を訪問するなど、各種のイベントもある。

## 参加資格
「その年の4月1日現在満20歳未満であること、第2ステージ開催時に高等教育機関（大学・短期大学または高等専門学校第4・5年次）に在籍していないこと」が参加条件である。これらのことから中学生以下でも参加できる。
ただし、国際物理オリンピック日本代表候補は、「翌年の6月30日現在満20歳未満で、高等教育機関に在学していないこと」という条件を確実に満たすと思われる人に限定される。よって高等学校3年生は候補にはなれない。